# Сад Гефсиманский
«Сад Гефсиманский» (укр. Сад Гетсиманський) — роман с автобиографическими элементами украинского писателя Ивана Багряного, который был написан в 1948–1950 годы во время эмиграции в ФРГ. Первое издание романа отпечатано в 1950 году в Ной-Ульме в издательстве «Украина». Наряду с романом «Тигроловы» считается наиболее значимым произведением автора. 

## Название
По библейской легенде, Гефсиманский сад — место предсмертных мучений, молитв Иисуса Христа.

## Проблематика
Тип героя И. Багряного, который впитал автобиографические черты, это такой тип, который настойчиво стремится остаться на позициях общечеловеческих идеалов и морали, стремится не дать втянуть себя в служение государственной тоталитарной машине; главная его цель — остаться человеком, там где для этого нет возможности.
Роман «Сад Гефсиманский» — это гимн человеческому достоинству на грани бытия и смерти, а также одновременно и гневный приговор тоталитарному сталинскому режиму, который уничтожал миллионы людей без следствия и суда, а главное — без вины обвиняемых. В произведении говорится о трагической судьбе семьи сельского кузнеца Якова Чумака, в частности, его младшего сына Андрея.
Фамилии изображённых в романе следователей НКВД, тюремных администраторов, заключённых — настоящие. Автор, как он сам говорил, сохранил их для того, чтобы потомки знали палачей народа, а жертвы не остались безымянными.
Идея произведения, мировоззренческая концепция автора раскрывается через диалоги между палачами и жертвой. Следователи отстаивают искусственный, неестественный мир, в котором «человек есть пшик» и где «людей хватит», сколько ни убивай. А герой терпит любые пытки и не ломается, ибо за ним гуманистический мир, где вечна лишь человеческая душа, а политический режим — преходящий. Андрей и его следователи, как Христос и Понтий Пилат, проходят перед грядущими веками, перед нами и перед нашими детьми, и далее — следователи Великин, Фрей, Сергеев, Донец — порождение неумолимого механизма сталинской репрессивной машины. У каждого из них свои методы и стиль работы, своя изуродованная судьба и душа, но общий на всех страх и обречённость, скрытые жестокостью и цинизмом.
Страшным был приговор для детей сельского кузнеца Чумака. Четырём сыновьям и совсем юной сестре Гале было суждено пройти все муки НКВД. Никто из них не просил помилования, ибо не признавал «пролетарского правосудия, осуществляемого задниками и палкой», как и «социализма, строимого тюрьмой и пулей». Замена расстрела двадцатилетней каторгой мало что изменила в их осквернённой жизни. Но верится, что и через эти долгие годы они пройдут без злости и ненависти, вынесут всё, что приготовила им судьба, останутся настоящими патриотами Украины.

## Сюжет
В романе «Сад Гефсиманский» писатель бросает человека в огненную пасть дьявола, «выбирая» для этого бесчеловечного экзамена на человечность молодого парня Андрея Чумака, рассказывает о четырёх сыновьях Якова Чумака, который будто «сопровождает» и духовно поддерживает своего младшего сына в лабиринтах внутренней тюрьмы НКВД, где он по чьему-то подлому наговору должен пройти все круги ада: пытки, ночные допросы, оскорбления, издевательства, провокации...
Иван Багряный показывает нам, что в то время «красного дракона» людей считали скотом, быдлом, куском тряпки. Над ними издевались, мучили, заставляли признаваться в том, чего не совершали, его просто можно назвать «политическим и духовным террором» против простых, мирных людей.
За время пребывания в тюрьме НКВД Андрея Чумака допрашивали:
1. Следователь Сергеев. Чумак его расколол, потому что Сергеев плохо спал, вероятно во сне его мучили сцены избиения арестантов и методы их допросов.
2. Следователь Донец. Был тяжелейшим следователем и Чумак едва не раскололся. Для того, чтобы продержаться Чумаку пришлось «завербовать» Донца. Случайно Андрей в тюрьме встретил знакомого Донца и узнал много информации о своём следователе. «Завербовать» — то есть Андрей признался, что они с Донцом вместе когда-то были диссидентами и когда представилась возможность в деталях описал Фрею всё о Донце. За что следователя тоже заключили в тюрьму.

Финал произведения оптимистичен.

## Место событий
Действия произведения разворачиваются в Харькове, в тюрьмах на Совнаркомовской и Холодной Горе.